# Mistrzostwa Świata U-19 w Rugby Union Mężczyzn 1982
Mistrzostwa Świata U-19 w Rugby Union Mężczyzn 1982 – czternaste mistrzostwa świata U-19 w rugby union mężczyzn zorganizowane przez FIRA, które odbyły się w Genewie w dniach od 6 do 11 kwietnia 1982 roku.

## Klasyfikacja końcowa

### Grupa A
| Miejsce | Reprezentacja  |
| ------- | -------------- |
| 1       | Francja U-19   |
| 2       | Włochy U-19    |
| 3       | Hiszpania U-19 |
| 4       | ZSRR U-19      |
| 5       | Maroko U-19    |
| 6       | RFN U-19       |

### Grupa B
| Miejsce | Reprezentacja                 |
| ------- | ----------------------------- |
| 1       | Wybrzeże Kości Słoniowej U-19 |
| 2       | Szwecja U-19                  |
| 3       | Belgia U-19                   |
| 4       | Tunezja U-19                  |
| 5       | Szwajcaria U-19               |
| 6       | Szwajcaria B                  |